# Вера (Оклахома)
Вера (англ. Vera) — місто (англ. town) в США, в окрузі Вашингтон штату Оклахома. Населення — 334 особи (2020).

## Географія
Вера розташована за координатами 36°26′57″ пн. ш. 95°52′59″ зх. д. / 36.44917° пн. ш. 95.88306° зх. д. (36.449228, -95.882929).  За даними Бюро перепису населення США в 2010 році місто мало площу 1,41 км², уся площа — суходіл.

## Демографія
Згідно з переписом 2010 року, у місті мешкала 241 особа в 84 домогосподарствах у складі 56 родин. Густота населення становила 170 осіб/км².  Було 89 помешкань (63/км²).
Расовий склад населення:
| - 75,1 % — білих - 9,5 % — корінних американців |

До двох чи більше рас належало 15,4 %. Частка іспаномовних становила 0,0 % від усіх жителів.
За віковим діапазоном населення розподілялося таким чином: 28,2 % — особи молодші 18 років, 60,2 % — особи у віці 18—64 років, 11,6 % — особи у віці 65 років та старші. Медіана віку мешканця становила 35,1 року. На 100 осіб жіночої статі у місті припадало 129,5 чоловіків;  на 100 жінок у віці від 18 років та старших — 127,6 чоловіків також старших 18 років.
Середній дохід на одне домашнє господарство  становив 55 069 доларів США (медіана — 35 938), а середній дохід на одну сім'ю — 63 613 долари (медіана — 43 333). За межею бідності перебувало 14,6 % осіб, у тому числі 35,1 % дітей у віці до 18 років та 0,0 % осіб у віці 65 років та старших.
Цивільне працевлаштоване населення становило 69 осіб. Основні галузі зайнятості: виробництво — 18,8 %, освіта, охорона здоров'я та соціальна допомога — 18,8 %, будівництво — 15,9 %.